# La Piedad (El Greco, etapa italiana)
La Piedad —o Pietà—es un tema del que se conservan dos obras de la época italiana del Greco, la primera de ellas realizada en Venecia —tal vez en Roma— y la segunda ya en Roma.  

## Temática
La Pietà es un tema importante de la iconografía cristiana —especialmente en el Gótico tardío, el Renacimiento y el Barroco— que representa a la Virgen sosteniendo el cuerpo muerto de Jesús en su regazo. La cercanía de María a la Cruz durante la Crucifixión se infiere del Evangelio de Juan y también de la profecía del anciano Simeón. En sus dos obras de su etapa italiana, el Greco representa la figura de Juan el Apóstol, mientras que en La Piedad (Colección Niarchos) —de su etapa española— aparecen José de Arimatea y María Magdalena.

## Análisis de las obras

### Versión del Museo de Arte de Filadelfia
- Museo de Arte de Filadelfia;[4]
- Pintura al óleo sobre tabla; 28.9 × 20 cm;
- Fecha de realización: 1570-1572, según Wethey (antes de 1570 según Gudiol);[5]
- Firmado en la parte inferior izquierda, con letras griegas mayúsculas: ΔΟΜ-ΝΙΚΟΣ  ΘΕΟΤΟΚ-ΠΟYΛΟΣ   E´ΠΟIΕΙ;[6]
- Catalogado con el n º. 9 por Gudiol, con el n º. 101 en el catálogo razonado de Wethey, y con la referencia 9-a por Tizana Frati.

La figura de Jesús está inspirada en la de la Piedad florentina, que poseía entonces Pierantonio Bandini en Roma.[3]. Por lo tanto, esta tabla debió haber sido pintada en los primeros años de la estancia del Greco en esta ciudad, Es esta primera versión, la técnica es incluso más bizantina que la de La expulsión de los mercaderes (Washington), persistiendo la superposición de líneas en masas de color para representar el modelado de las formas.
El pintor conserva muchas características de dicha obra de Miguel Ángel, como la ordenación general del grupo, pero modifica la composición, ya que el brazo derecho de Cristo y el del ángel a la izquierda forman un triángulo casi perfecto. Así logra un ritmo ascendente, compensando la pesadez del cuerpo de Cristo y llevando la mirada del espectador hacia el patético rostro de la Virgen. Hasta entonces, el Greco nunca había logrado una composición tan proporcionada, equilibrando los elementos estáticos y dinámicos.

#### Procedencia
- Chèramy, París (venta el 5-7 de mayo de 1908, número 78);

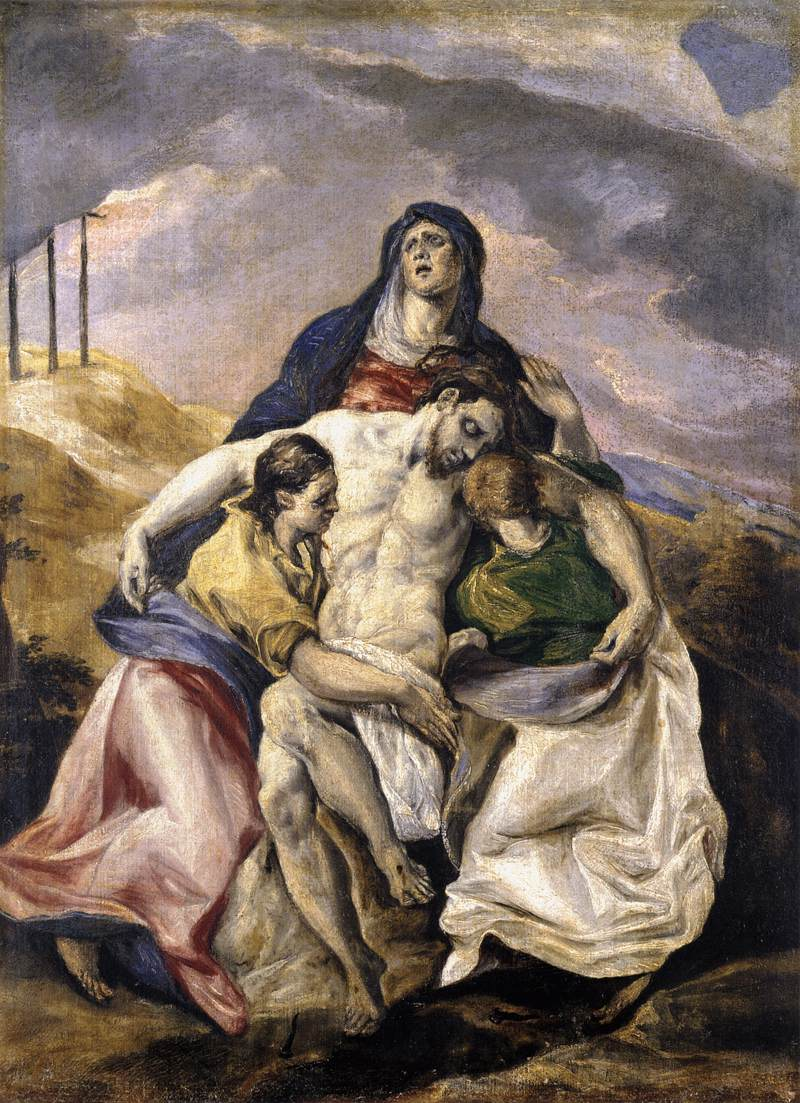
La Piedad (Pietà) Versión de la Sociedad Hispánica de América.

- Fischoff, París;
- John G. Johnson Collection, 1917.[10]

### Versión de la Sociedad Hispánica de América
- Sociedad Hispánica de América (Nueva York).
- Pintura al óleo sobre lienzo; 66 x 48 cm;
- Fecha de realización: 1574-1576, según Wethey (1570-1575 según Gudiol);
- Catalogado con el n º. 15 por Gudiol, con el 102 por Wethey, y por Tizana Frati con la referencia 9-b.[11]

Esta versión está pintada sobre lienzo —no sobre tabla— y no está firmada, pero pertenece inequívocamente al Greco, tanto por la calidad como por su carácter. Cabe señalar que este lienzo está en perfecto estado.
El Greco debió quedar satisfecho con la versión anterior, porqué poco después realizó esta otra, más grande y con una mayor influencia de Tiziano, sin variaciones en la composición, pero con un progreso en el color y en el modelado. En la primera versión, el pintor superponía líneas sobre las masas de color, para resaltar lo que es nervudo y musculoso. En esta otra, el pincel dibuja directamente, de una manera más simple y al mismo tiempo más naturalista. También hay un cambio en el esquema tonal, la forma adquiere mayor amplitud y monumentalidad, y el modelado es más tenue, dando mayor suavidad a las carnaciones, sin que la forma pierda fuerza.

#### Procedencia
- Luis Navas, Madrid;
- Trotti et Cie., París (1908);
- A.M. Huntigton, Nueva York.[10]